# Новомихайловка (Восточно-Казахстанская область)
Новомихайловка (каз. Новомихайловка) — село в Глубоковском районе Восточно-Казахстанской области Казахстана. Входит в состав Белоусовской поселковой администрации. Код КАТО — 634037300.

## Население
В 1999 году население села составляло 268 человек (131 мужчина и 137 женщин). По данным переписи 2009 года, в селе проживало 256 человек (138 мужчин и 118 женщин).